# Torre del Reloj de Auxerre
La Tour de l'Horloge es una torre de reloj del siglo XV situada en el centro peatonal del casco antiguo de Auxerre (departamento de Yonne, Borgoña-Franco Condado, Francia). 

## Descripción
El reloj está situado sobre la antigua porte de Paris, en la calle que une la Place de l'Hôtel de Ville (lado noreste) con la Rue de la Draperie (lado suroeste). La torre está adosada al lado sureste de la puerta,ligeramente desplazada hacia el oeste.
Colocada en la torre, una cámara contiene el mecanismo del reloj. La esfera se repite en ambos lados de la puerta2. Cada esfera está dividida en dos tiempos de 12 secciones, con las horas marcadas en números romanos de la I a la XII y las medias horas indicadas por rombos.
Debajo de cada esfera hay una inscripción. En el lado suroeste: 

ME PRIMVM MOTA COELVM LEA REGVLA COELVM EST 

SI TVA SIT COELVM REGVLA TVTVS ABIS
 
[«Por encima de todo, el cielo me mueve: el cielo es mi ley 

Si el cielo es tu ley, te vas tranquilo».]
Sin embargo, este dístico ya había sido casi borrado en 1841.

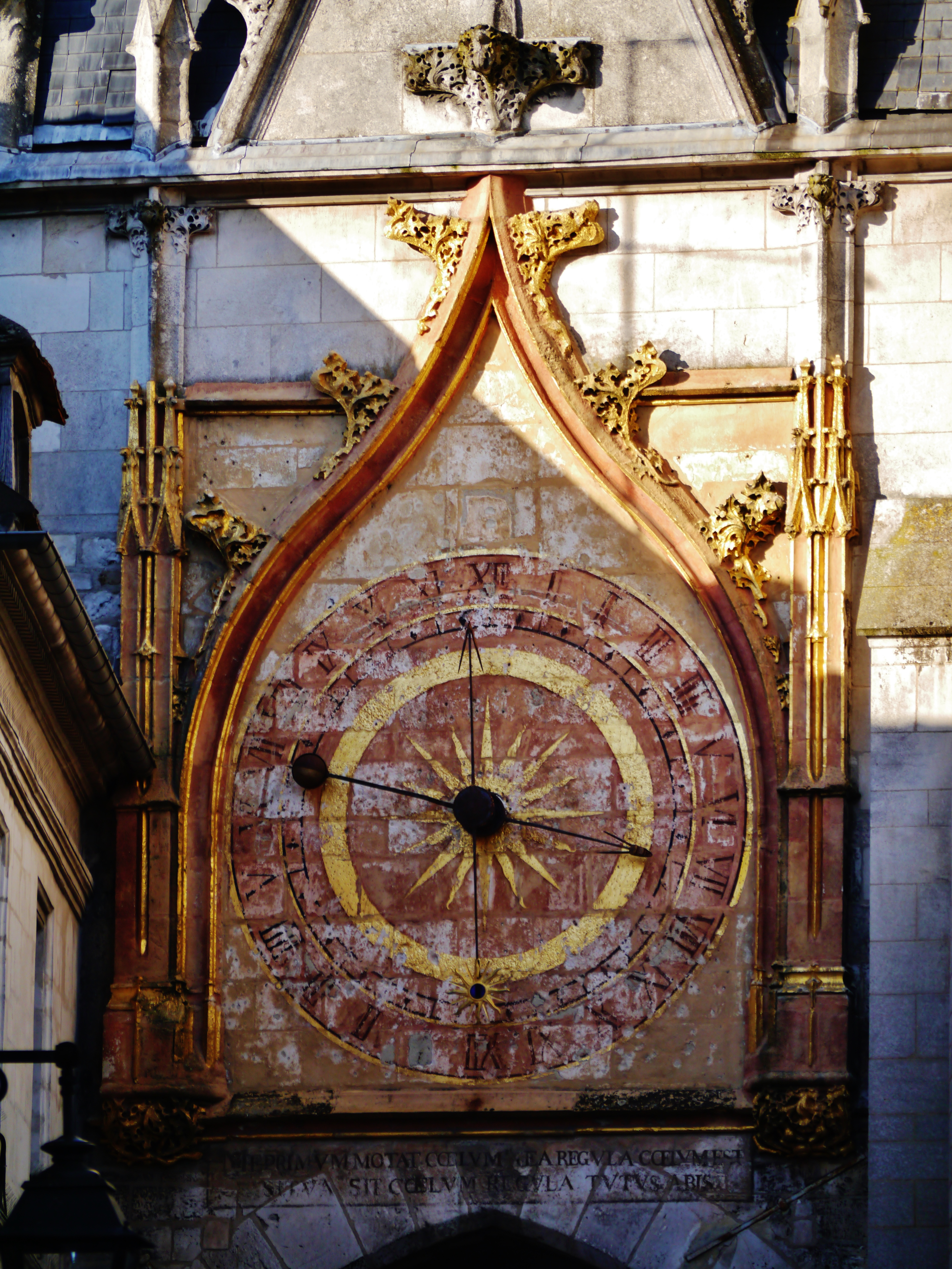
Detalle de la esfera, cara suroeste
del lado de la rue de la Draperie.

En el lado noreste, frente al Ayuntamiento:

DVM MORIOR MORERIS MORIENS TAMEN HORA RENASCOR 

NASCERE SIC COELO DVM MORIERE SOLO - 1672 » 

[Mientras yo muero tu mueres, mas al morir, hora, yo renazco.

Así nacerás para el Cielo, mientras morirás para la Tierra – 1672]

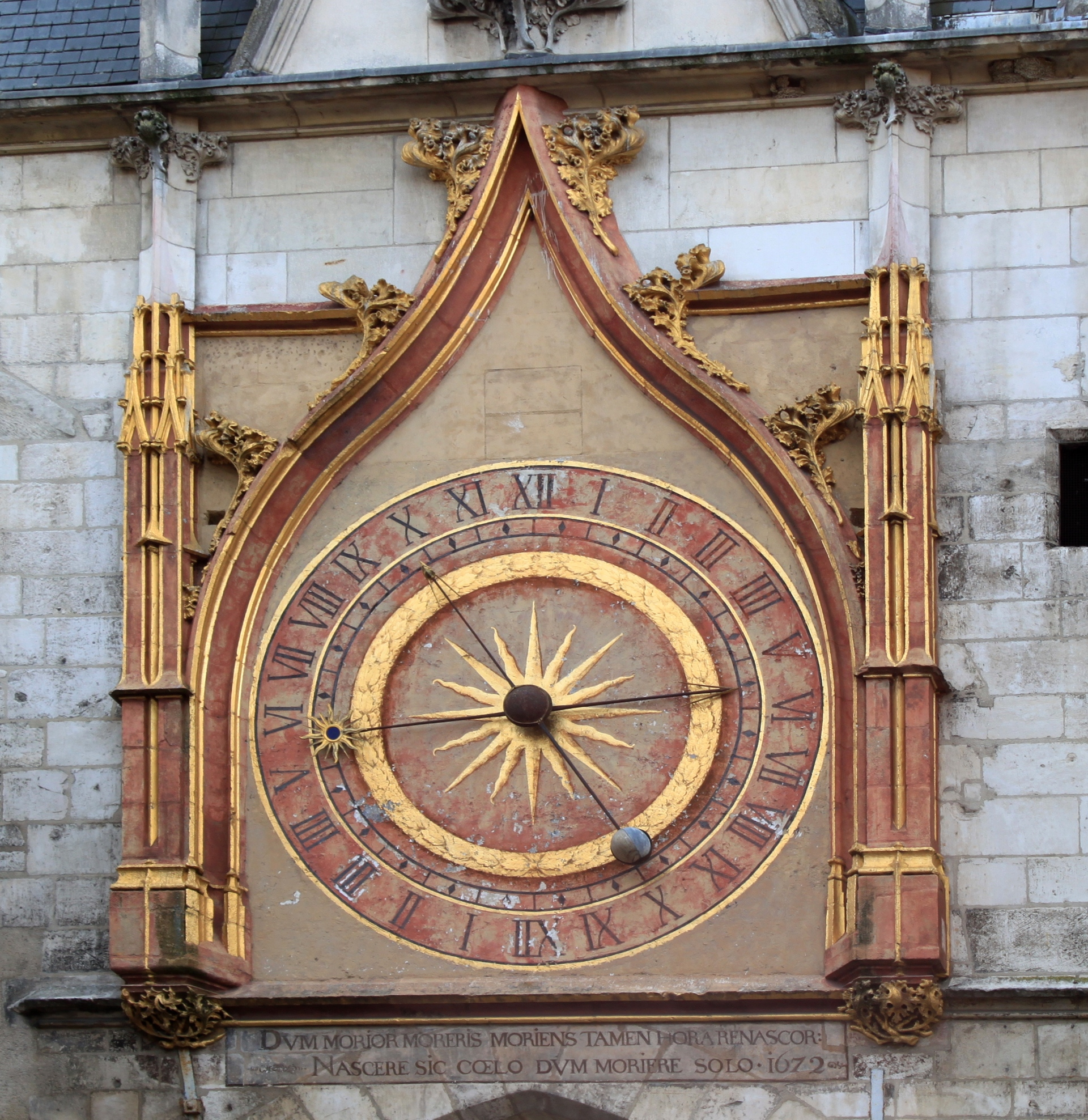
Detalle de la esfera del reloj, lado noreste
en el lado de la rue de la Fécauderie.

### Reloj astronómico
La particularidad del reloj es que indica las horas del día (horas solares), las horas lunares y las fases de la luna al mismo tiempo. Cada una de las esferas tiene dos agujas que dan una sola vuelta de campana cada día.
Una de las agujas tiene un sol en su extremo, y da las 24 horas del día medio solar; la esfera está dividida en dos tiempos de 12 secciones, el mediodía está en la parte superior y la medianoche en la inferior.
La otra aguja, la de la luna, combina dos movimientos. La propia aguja se mueve alrededor de la esfera un poco más lentamente que la aguja solar, porque el día lunar es unos tres cuartos de hora más largo que el día solar.
Además, lleva en su extremo una luna representada por un globo medio negro y medio dorado. Esta aguja es hueca y contiene una varilla de hierro, en cuyo extremo se fija el globo bicolor. Este globo gira sobre sí mismo para indicar las fases de la luna; su movimiento es impartido por la aguja solar gracias a una rueda fijada en el extremo de este vástago, cerca del centro de la esfera. El mes lunar, o período orbital  de la luna, dura unos 29 ½ días; la duración de la rotación del globo terráqueo sobre sí mismo es alternativamente de 29 y 30 días, durante los cuales muestra todas las fases de la luna.

## Historia

### SigloIII-IV
En este lugar se encuontraba originalmente una torre llamada tour Gaillarde, redonda en el exterior y cuadrada en el otro lado. Forma parte de las primeras murallas de la ciudad (que datan de los siglos III y IV) y cubre la «Porte des Comtes» que da paso a la carretera de París, de ahí que la puerta se denomine también "«Porte de Paris»; esta carretera de París discurre por el lado oeste de las murallas. La torre se encuentra al final de la rue de la Lormerie, sede de los lormiers o artesanos de los arneses de cobre, que conduce a la casa del gobernador y posteriormente a la Place de l'Hôtel de Ville.

### Edad Media
La torre Gaillarde fue utilizada como prisión durante un tiempo, hasta 1602, cuando se trasladó a la planta baja del antiguo castillo de los condes, que se convirtió en palacio de justicia ese año.

### SigloXV
La Guerra de los Cien Años sacudía el país. En 1411, los burgueses hicieron instalar un gran reloj en la torre de la iglesia de Saint-Eusèben, con muelles y campana, para garantizar una mayor regularidad en el servicio de defensa de la ciudad. Aquí también se encontraba la casa de los vigilantes. Sin embargo, Saint-Eusèbe estaba descentrada y la campana del vigilante sólo era escuchada por una pequeña parte de la ciudad; los habitantes querían instalar su sistema de alerta en una posición más central de la ciudad. El emplazamiento de la torre de la Gaillarde parecía apropiado, y en 1425 se inició la construcción del armazón en el claustro de la iglesia de los Cordeliers. Pero las virutas de madera se incendiaron: los dormitorios, el refectorio, la biblioteca y la iglesia con sus ornamentos y órganos quedaron destruidos en el incendio.
En 1457, el conde Jean de Bourgogne autorizó a los habitantes a instalar un campanario y un reloj  en la torre de la Gaillarde y en la puerta de la ciudad contigua. Sin embargo, la Guerra de los Cien Años apenas había terminado, y la Guerra de Borgoña llegó poco después (1474 a 1477); entre 1466 y 1469 la peste, que diezmó el reino, mató a unas 3000 personas en Auxerre. En octubre de 1470, las tropas del rey destruyen los viñedos y se ordenó el bloqueo de Auxerre. La tierra no se cultivó, en 1471 se perdieron las cosechas y en 1472 hubo una hambruna genera. Las finanzas eran escasas y el país estaba agotado. Pero tras su capitulación, los auxerrois obtuvieron una serie de privilegios del rey. Durante los últimos meses del reinado de Luis XI (que murió el 30 de agosto de 1483), un fundidor parisino hizo fabricar una gran campana con dos llamadas. Pero los gastos de un nuevo campanario y de la proyectada gran aguja solo podían pagarse con fondos comunes, lo que requería el acuerdo del rey, su señor directo. Carlos VIII les concedió el permiso solicitado en enero de 1483. Las obras no comenzaron hasta después de esta fecha.
La torre de Gaillarde se elevaba en el mismo plano hasta por encima de la parte superior de la propia puerta. El lado cuadrado está redondeado y sirve de base para una aguja de madera, a cuyos pies se instalan las ruedas de las campanas. Las piezas de madera que sostienen el campanario están envueltas en láminas de plomo. Una escalera de piedra da acceso a la parte superior de la puerta, y otra escalera está construida en el exterior, en el lado derecho de la torre, para acceder a la campana.
El campanario es circular, pero el núcleo de la torre romana cuadrada todavía existe. La nueva torre está coronada por una balaustrada calada, con una segunda galería de armazón a la que se conectan los campanarios. El conjunto está coronado por la linterna del campanario octogonal, con agudos frontones. El mecanismo del reloj se encuentra junto a la torre, en el arco de la puerta, de estilo gótico flamígero. Las esferas originales están decoradas con arabescos y sus compartimentos, separados por marcos de plomo dorado, estaban calados y rellenos de vidrio de color.
Algunos de los muros llevan inscripciones en hebreo, que atestiguan la existencia de una comunidad judía en la Edad Media.

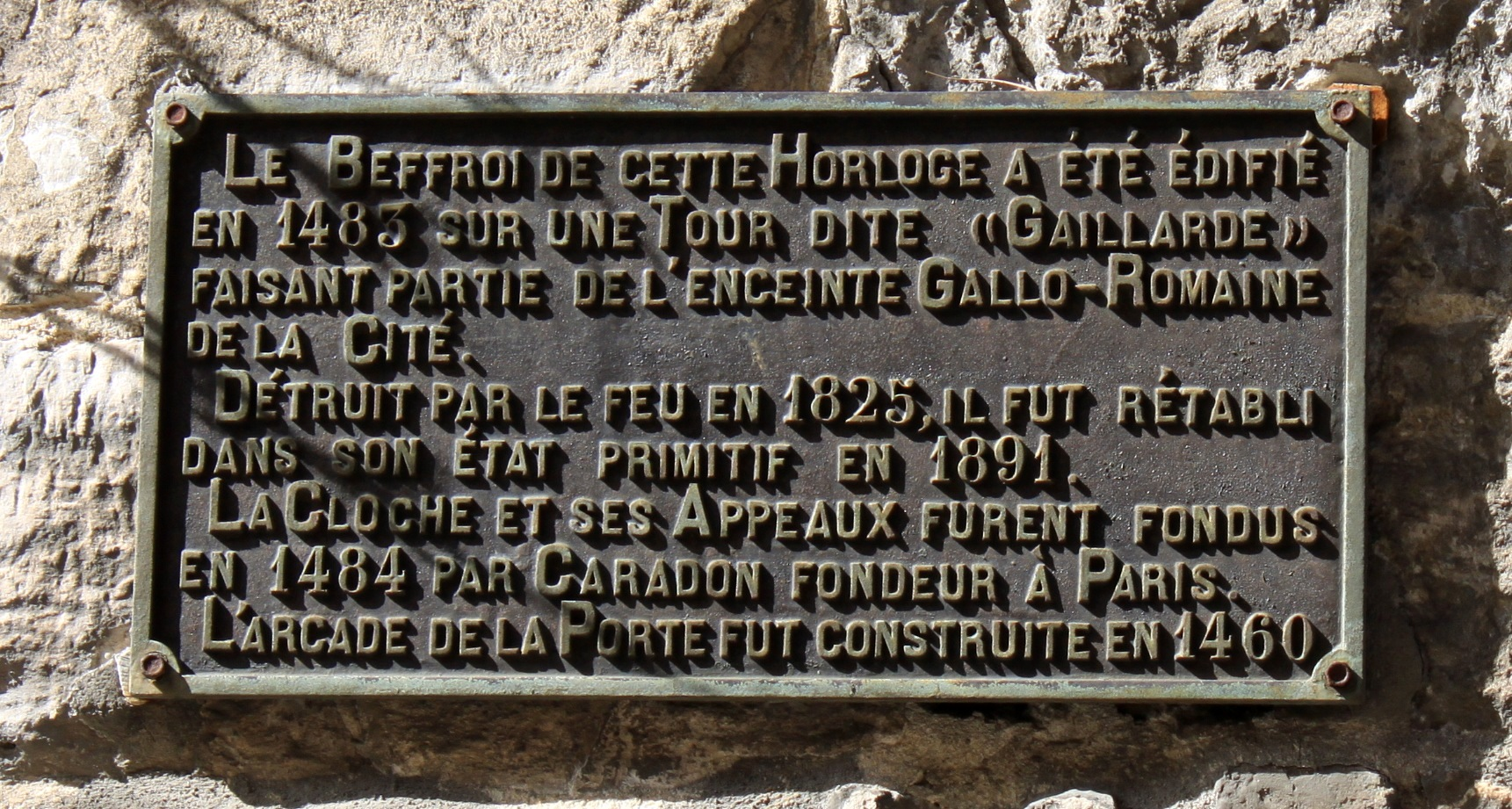
Algunos detalles históricos.

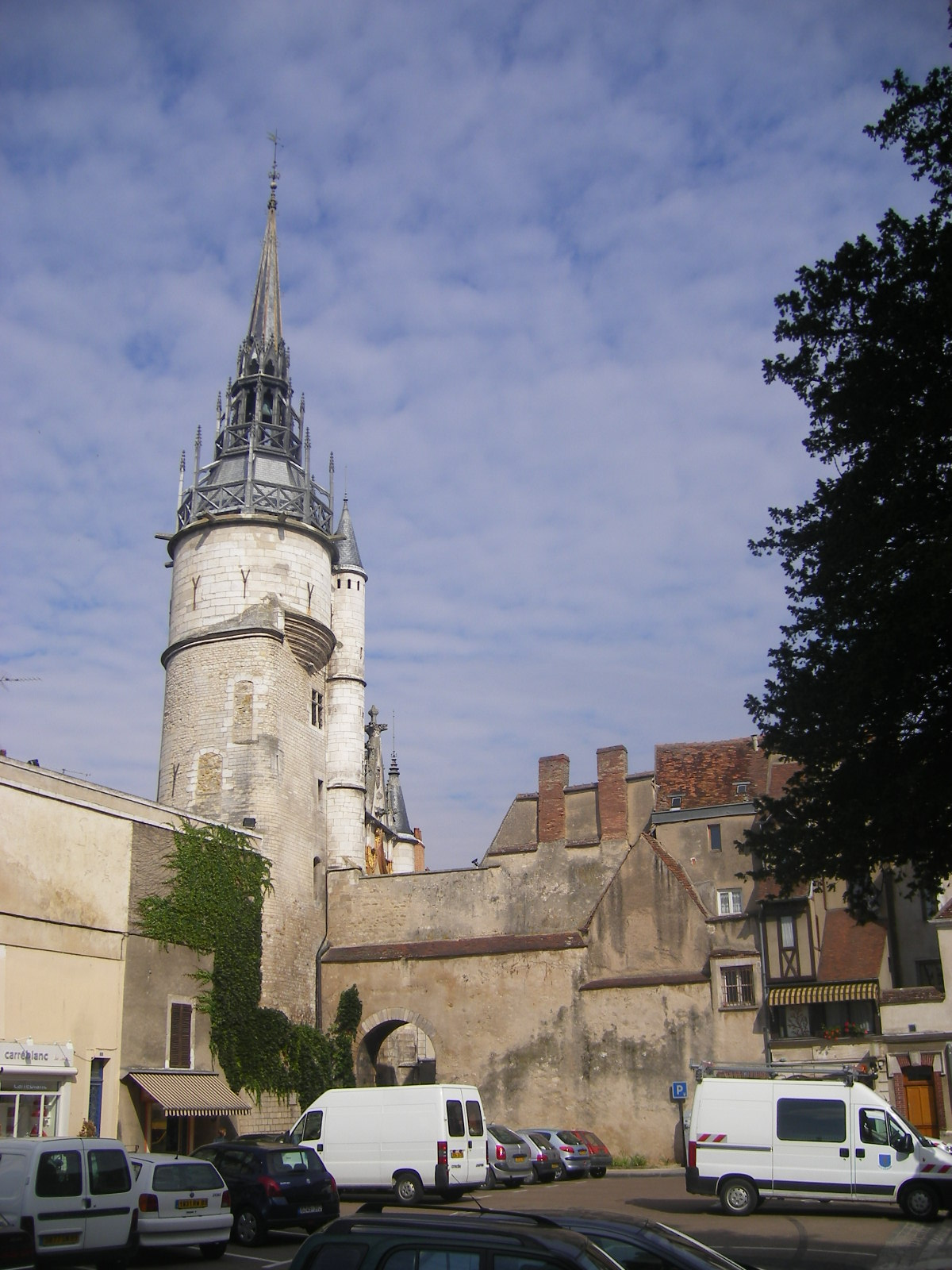
La torre vista desde el sur
desde la plaza del mariscal Leclerc.

### SigloXVI
Los hugonotes tomaron la ciudad en septiembre de 1567 y los católicos la recuperaron en abril de 1568. Los hugonotes, que habían tomado la iglesia de los Cordeliers, fueron relegados a una casa en el barrio de Saint-Amâtre. Allí escribieron su profesión de fe, la encerraron en una caja de hojalata y, para transmitirla a la posteridad, conquistaron a un obrero empleado en la reparación del reloj que colocó esta caja en el globo terráqueo bajo la veleta de la torre. Esta caja se encontró un siglo después.

### SigloXVII
En 1602 se gastaron 110 escudos en reparaciones de la torre y 506 escudos en el mantenimiento de la aguja. En 1612 se reparó el reloj y se gastaron 320 libras en restaurar el dorado y la pintura de los follajes, los delfines, las salamandras y los contrafuertes. En 1638 se renovó el armazón de la aguja, que estaba en peligro de caer. En 1641, 1654 y 1669 se llevaron a cabo nuevas reparaciones; en 1669, parte del coste de las reparaciones se tomó de la cantidad normalmente reservada para los cañones que se debía al rey.
En 1670, el reloj de sol del lado suroeste (lado de la calle de la Draperie), más expuesto a la lluvia, fue sustituido por un reloj de sol pintado sobre una lámina de cobre rojo.

### SigloXVIII
En 1702 y 1707 se llevaron a cabo nuevas reparaciones. En 1719, se gastaron 1800 libras para reconstruir toda la balaustrada. En 1720 se realizaron otras obras importantes por un importe de 3400 libras; el contratista fue pagado en parte por la concesión de 6600 libras, cuyo precio ascendió a 1782 libras.
En diciembre de 1747, se colocó un reloj de sol en el lado sur de la torre para regular el reloj. Más tarde, durante una restauración, se añadió una inscripción  del antiguo reloj de sol del jardín de la Abadía de Notre-dame-la-d'Hors:
«Me lumen. Vos umbra».
[«Yo soy la luz, tú eres la sombra».]
Durante la noche del 27 al 28 de junio de 1772, una fuerte tormenta destruyó dos agujas de piedra que coronaban la puerta de la ciudad donde se encontraban las dos esferas; arrasó el entablamento de la puerta de la ciudad, la parte superior de su fachada de sillería en una altura de 4,5 pies y una longitud de 20 pies, y la torreta de la escalera en una altura de 10 pies y un perímetro de 9 pies. La aguja del reloj perdió 600 pizarras, la vara de la veleta fue derribada. Todos los materiales se rompieron tanto en su caída que quedaron inservibles para la restauración.

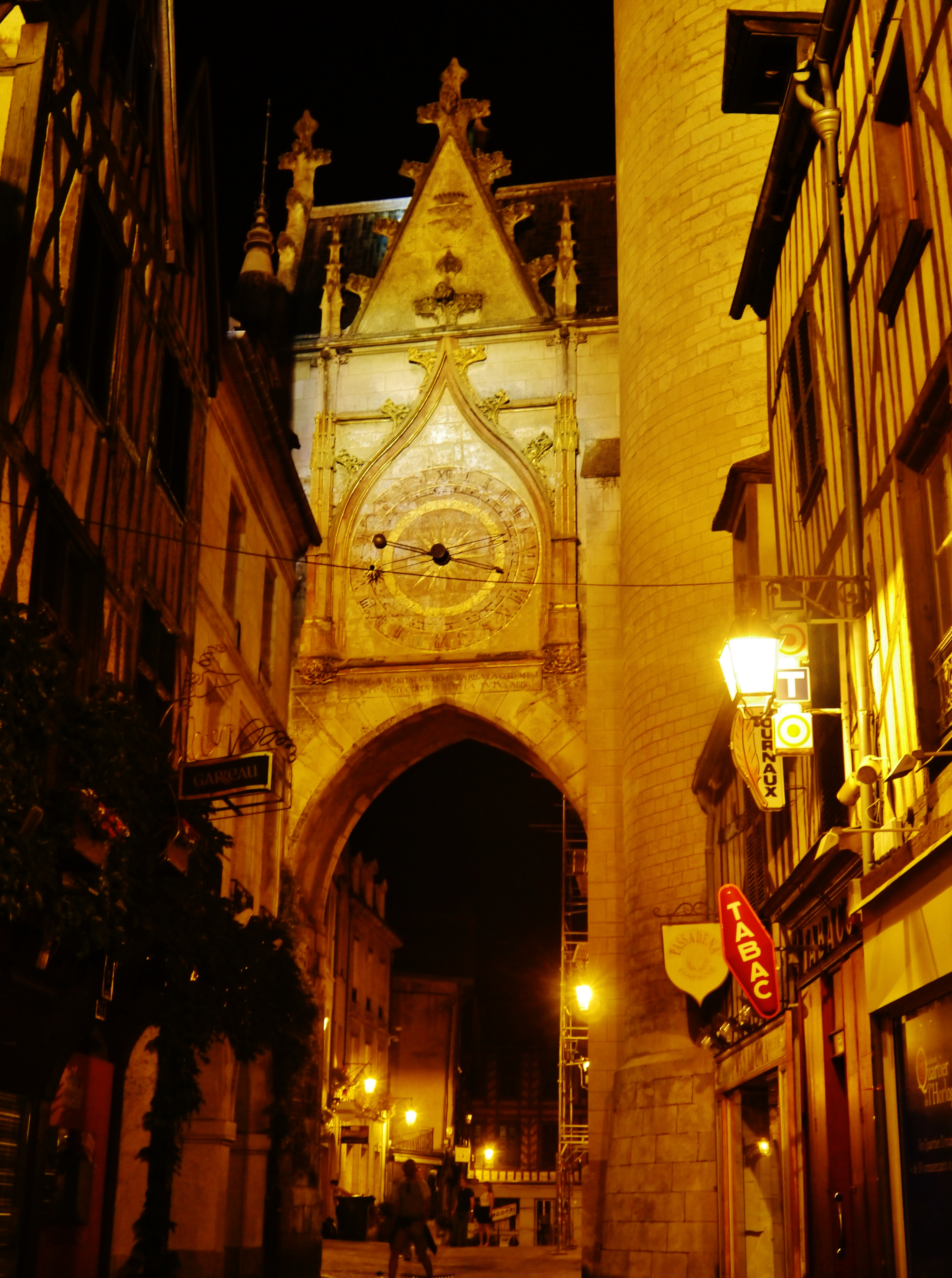
Auxerre por la noche :
fachada suroeste de l reloj.

### SigloXIX
En 1814 las dos esferas estaban tan dañadas que tuvieron que ser reconstruidas. Pero la forma original tenía tantas soldaduras y dorados que el trabajo se consideraba demasiado difícil; además, el movimiento de las agujas era de difícil lectura en medio de las decoraciones, y fue deseable replantear la estética de las esferas. Por ello, se sustituyeron por dos esferas más sencillas, pintadas al óleo sobre una capa de masilla.
Étienne Noblet (1765 - 25 de febrero de 1817), relojero de Seignelay, trabajó en el reloj.

#### Incendio de 1825
El 28 de septiembre de 1825, hacia las dos de la tarde, un incendio debido a la negligencia de los obreros plomeross que cubrían la madera de la aguja con plomo, destruyó por completo el chapitel de la torre: a las 3ː14 horas, la torre cayó sobre las casas vecinas de Lécuyer (estanquero), Pasquy (comerciante de cerámica) y Dalbanne (tendero), situadas al oeste de la torre. Los bomberos, que esperaban la caída, prepararon el suministro de agua y evitaron que el fuego se extendiera a las casas de los alrededores. Sin embargo, el plomo fundido seguía fluyendo desde lo alto de la torre, donde los entablamentos de madera y los canalones de la aguja seguían recubiertos de plomo y seguían ardiendo. Tres bomberos y varios ciudadanos más subieron a la parte superior de la torre desde el exterior y empujaron las partes en llamas hacia el interior con ganchos y palas; el fuego fue contenido y ya no amenazaba las casas de los alrededores. Eran ya las 6 de la tarde.</bɾ>
Extrañamente -y ciertamente bienvenido- las campanas del campanario, la mayor de las cuales pesaba 3.287 libras, cayeron al mismo tiempo que la aguja de la casa de Pasquy, pero ninguna de ellas resultó dañada.
Se evaluó la torre y se comprobó que estaba demasiado deteriorada como para utilizarla para una torre tan alta como la anterior. Se presentaron varios proyectos para reconstruir una torre en el mismo lugar o en otro, de los que finalmente se examinaron seriamente dos: o bien reconstruir la torre por completo por 150.000 francos (una pesada carga de impuestos adicionales para los habitantes); o bien construir una jaula sobre la estructura aún en pie, por una suma de 12.000 francos. El 1 de diciembre de 1825, el ayuntamiento aprobó el segundo proyecto. El 4 de marzo de 1826 se adjudicaron las obras por un importe de 11.610 francos, cantidad que resultó ser muy inferior a los costes reales, ya que el 18 de junio de 1827 hubo que hacer otra adjudicación por un sobrecoste de 10.746 francos, lo que elevó el coste total a 22.356 francos. A esto hay que añadir el coste de volver a montar la campana, que se confió a Lepaute, el relojero del rey, por 4.120 francos. La obra se terminó en 1826.
Una reparación sumaria se limitó a levantar una jaula de armazón en la plataforma de la torre para alojar la campana. De forma piramidal, hecha de postes de abeto, con dos pesadas balaustradas de hierro, la estructura era muy poco elegante y desproporcionada con respecto a la torre. Estructuralmente no era el más seguro: se apoyaba en un armazón cuyos extremos estaban empotrados en la mampostería, cuyo mortero corría el riesgo de dañar la madera —por no hablar de los daños causados por las filtraciones— y hacer que todo se derrumbara. Como dice Lechat, habría sido más racional construir un armazón apoyado en la parte superior de la mampostería (en lugar de estar empotrado en ella: la madera no se dañaría menos, pero se podría haber controlado y, si fuera necesario, cambiarla con menos trabajo y menos coste.

### SigloXX
La Torre del Reloj fue catalogada como monumento histórico en 1862.
En la actualidad, la torre se encuentra en la zona peatonal del centro de la ciudad.

### SigloXXI
En 2018 se renovaron las agujas y el mecanismo del reloj.
A partir de 2020, la torre se sometió a importantes trabajos de restauración  durante un periodo de unos dos años27. Las tres campanas, retiradas en diciembre de 2020  y restauradas por una fundición de Innsbruck (Austria), fueron sustituidas en la torre el 7 de abril de 2021 por la empresa Prêtre & Fils (con sede en Doubs).